# Kang Kyeong-ae
Kang Kyeong-ae (20 avril 1906 - 26 avril 1943) ou (20 avril 1907 - 26 avril 1944) est une artiste coréenne, auteure de romans et de recueils de poésie, impliquée au sein du mouvement féministe. Elle est aussi connue sous son nom de plume de Kang Gama.

## Biographie
Kang Kyeong-ae est née à Songhwa dans la province de Hwanghae et a connu une enfance difficile. Elle était la fille d'une domestique et a perdu son père à l'âge de cinq ans. Elle dut ensuite déménager vers Changyon où sa mère devait se remarier avec un homme ayant déjà eu trois enfants d'un précédent mariage. Toutes ces circonstances ont entraîné une enfance difficile et des sentiments douloureux.
Elle fut en quelque sorte une enfant prodige, notamment à travers le fait qu'elle a appris à lire et écrire le hangeul dès l'âge de huit ans en s'appuyant sur une copie du roman Le chant de la fidèle Chunhyang, à une époque où les livres étaient interdits aux femmes. Dès l'âge de 10 ans, elle était surnommée "la conteuse d'histoires" par son voisinage auquel elle lisait les histoires folkloriques de la Corée. Elle fut aussi récompensée à l'école pour ses essais et raconta régulièrement à ses camarades des histoires romancées.
Elle intégra une école catholique par l'entremise de son beau-frère. Elle fut par la suite expulsée de l'école pour avoir organisé et animé une manifestation contre les règles strictes de l'établissement.
L'année 1931 marque le début de ses publications avec Le Geomungo cassé (Pageum), période où elle part s'installer en Mandchourie avec le statut d'auteure. Elle se marie avec un communiste divorcé d'un premier mariage. Elle vit en tant que femme au foyer à Yongjin et commence à écrire de manière très régulière. Cette période durera sept ans avant qu'elle mette un terme définitif à sa carrière de romancière. Cette décision est directement liée à sa nomination en tant que rédactrice du journal de Mandchourie Chosun Ilbo . 
Elle décède le 26 avril 1944 à son domicile dans la province de Hwanghae, un mois après le décès de sa mère.

## Œuvre
Kang Kyeong-ae est souvent citée comme une des auteures féminines coréennes les plus représentatives de la période d'occupation japonaise de la Corée. À la différence des autres auteures emblématiques de l'époque, comme Na Hye-sok ou Heo Jong-suk, elle s'est consacrée uniquement au travail d'écriture alors que ses consœurs  se sont tournées notamment vers la peinture. Son œuvre traite en grande partie des classes sociales pauvres à partir de sa propre expérience en Mandchourie où les Coréens vivaient pour la plupart dans des conditions d'extrême pauvreté. Ces travaux incluent Le Geomungo cassé (Pageum), Le potager (Chaejeon), La Partie de football (Chukgujeon), et Mère et enfant (Moja). Elle a aussi publié des écrits féministes sur l'oppression de la femme, en particulier Mères et filles (Eomeoni-wa ttal). La plupart de ces œuvres s'éloignent de l'idée traditionnelle de la famille sacro-sainte ; selon elle, une femme doit se relever de ses échecs amoureux et vivre librement.
Le problème humain (Ingan munje), que beaucoup considère comme son chef-d’œuvre, met en scène un homme cultivé en proie à des problèmes financiers qui finit par mourir dans la solitude. Ce roman traite des différentes classes sociales et de l'égalité des sexes sous l'impérialisme japonais.

## Œuvres en coréen
- 파금 Le Geomungo cassé, 1931
- 어머니와 딸 Mères et filles, 1931
- 혜성 Comète, 1931
- 제일선 Sur la ligne de front, 1932
- 채전 Le potager, 1933
- 축구전 La partie de football, 1933
- 유무 Existence, non-existence, 1933
- 부자 Pères et fils, 1934
- 인간 문제 Le problème humain, 1934
- 소금 Le sel, 1934
- 마약 Drogues/Médicament magique, non daté
- 모자 Mère et enfant, 1935
- 원고료 이백원 Frais d'auteur : 200 wons, 1935
- 해고 Licenciement, 1935
- 지하촌 Village underground, 1936
- 산남 L'homme de la montagne, 1936
- 어둠 L'obscurité, 1937